# アキタ電子システムズ
アキタ電子システムズ（アキタでんしシステムズ、Akita Electronics Systems）は、かつて存在した電気機器製造会社である。LSIの回路設計やソフトウェアの設計開発を事業としていた。

## 詳細
1969年4月1日、日立製作所と国際電気（現・日立国際電気）の出資でアキタ電子として設立。最初に開設した「天王工場」はトランジスタやバイポーラICおよびMOS系メモリLSI生産拠点となっていた。1982年に建設された「雄和工場」は、DRAMの生産拠点となり、1991年にICやLSIおよびメモリモジュールやカードの生産も開始された。また、同社は1989年に「開発センター」を建設してソフトウェアやLSIの設計にも事業を拡大している。
1996年に子会社であるアキタエレクトロデバイスを設立し、一時は従業員数が1000人を超えて資本金も数億円規模であった。しかし、2001年には天王工場が閉鎖され、当社の製造部門は雄和工場に集約された。また、2002年には大規模再編およびアキタ電子システムズへの社名変更が行われ、同年の雄和工場のアキタセミコンダクタとしての子会社化を経て、2006年には秋田エルピーダメモリへの雄和工場（LSI後工程事業）の譲渡が行われた。
その後、2001年の日立製作所による完全子会社化を経て、2008年に「効率的な事業運営」や「一体運営」を目的に日立超LSIシステムズ（現：日立ソリューションズ・テクノロジー）の子会社となり、2014年4月1日には同社に吸収合併され解散した。

## 沿革
- 1969年（昭和44年）4月1日 ‐ 日立製作所と国際電気の出資でアキタ電子として設立。天王工場にてトランジスタの生産を開始。
- 1970年（昭和45年）‐ 天王工場にてバイポーラICの生産を開始。
- 1978年（昭和53年）‐ 天王工場にてメモリの生産を開始。
- 1982年（昭和57年）‐ 雄和工場が操業開始。雄和工場にてDRAMの生産を開始。
- 1989年（平成元年）‐ 開発センター[A 1]を開設。ソフトウェアやLSIの設計事業を開始。
- 2001年（平成13年）
  - 3月30日 ‐ 日立製作所の完全子会社となる[R 1]。
  - 天王工場を閉鎖、開発センターへ本社機能を移転。
- 2002年（平成14年）
  - 人員と設備の大規模削減。
  - 4月 ‐ アキタ電子システムズへ社名変更。雄和工場をアキタセミコンダクタとして子会社化[A 2]。
- 2004年（平成16年）4月 ‐ 日立製作所によるグループ経営への参画。
- 2006年（平成18年）10月1日 ‐ 雄和工場（LSI後工程事業）を秋田エルピーダメモリへ譲渡（アキタセミコンダクタの順次縮小・廃止）。
- 2008年（平成20年）3月31日 ‐ 日立超LSIシステムズの完全子会社となる[R 2][R 3]。
- 2014年（平成26年）4月1日 ‐ 日立超LSIシステムズに吸収合併され解散。